# Équipe de Grèce de football
Cet article traite de l'équipe masculine. Pour l'équipe féminine, voir Équipe de Grèce féminine de football.
Maillots
Actualités
L'équipe de Grèce de football est la sélection de joueurs grecs représentant le pays lors des compétitions internationales de football masculin, sous l'égide de la Fédération hellénique de football.
La sélection grecque remporte, à la surprise des observateurs, son premier titre international à l'occasion de l'Euro 2004, un tournoi qui n'a été gagné que par neuf sélections. C'est à ce jour son seul titre majeur. Elle a disputé par ailleurs trois fois la Coupe du monde de football, en 1994, 2010 et 2014. Son meilleur résultat dans cette compétition est un huitième de finale qu'elle atteint en 2014 en battant la Côte d'Ivoire deux buts à un, le but décisif ayant été marqué sur penalty à la dernière minute du temps additionnel par Georgios Samaras. Ses succès la conduisent à atteindre le 8e rang au classement FIFA en 2008 puis en 2011.

## Histoire

### Jusqu'en 1926: Les débuts du football en Grèce

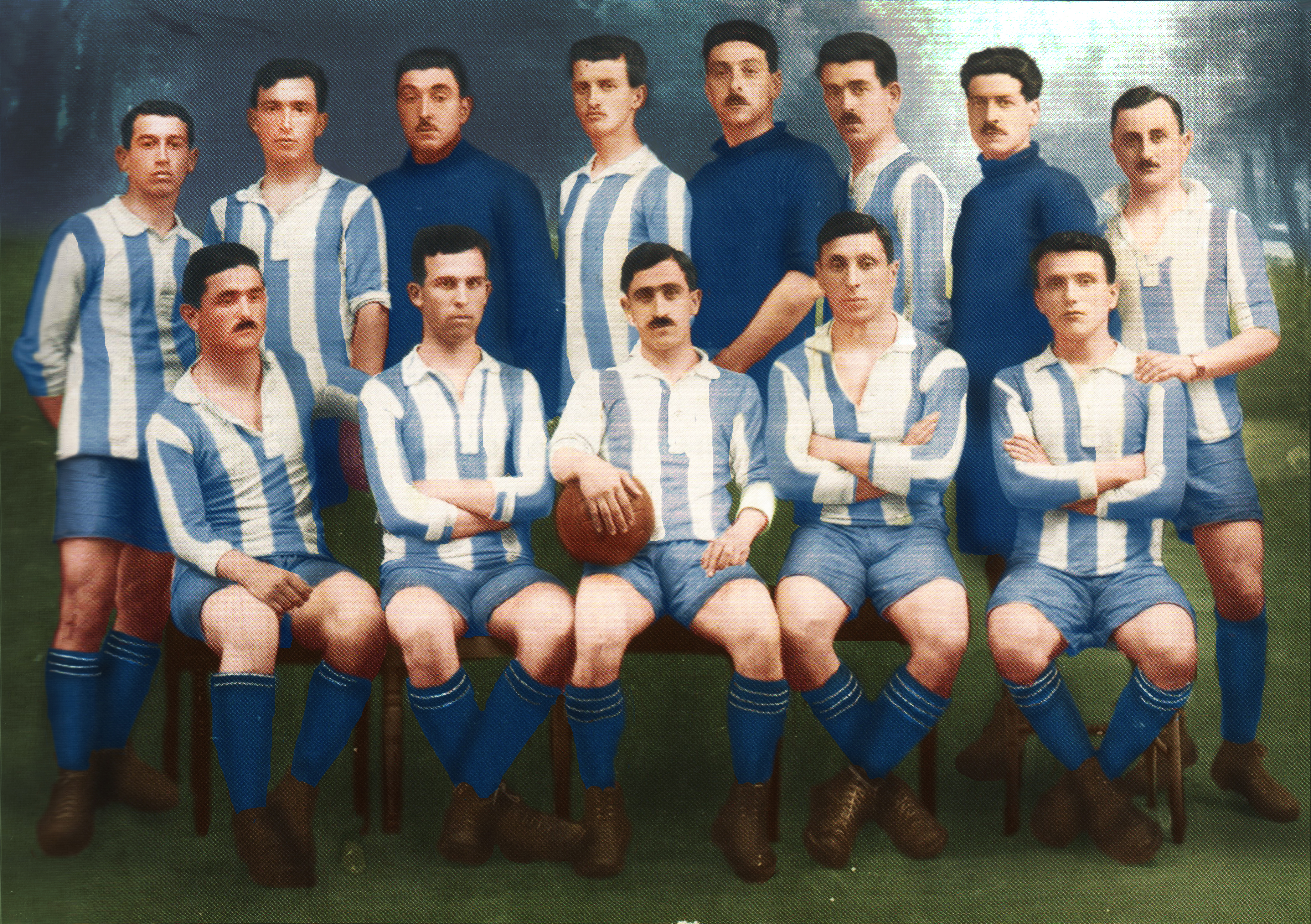
Les Grecs aux Jeux interalliés de 1919 à Paris

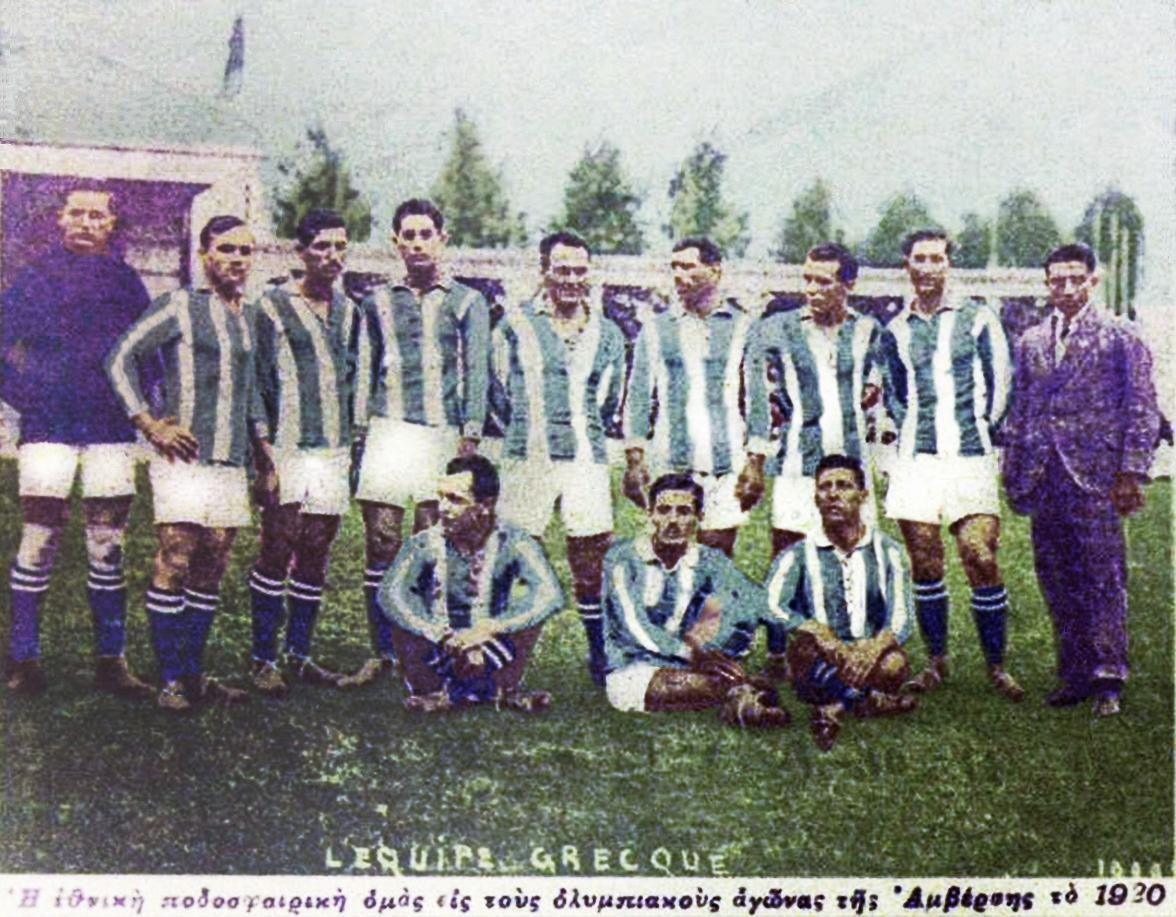
La sélection grecque aux JO de 1920.

Les premiers clubs grecs sont fondés à la fin du XIXe siècle. Le Panionios NFC, par exemple, est créé en 1890 à Smyrne. Le football en Grèce est géré par l'Association hellénique d'athlétisme amateur (SEGAS), qui est la toute première fédération sportive en Grèce, à partir de sa création en 1897. À l'occasion des Jeux olympiques intercalaires de 1906 (une compétition qui n'a pas été reconnue par le CIO), une épreuve de football est organisée, à laquelle participent des sélections de villes grecques (Athènes, Salonique et Smyrne) ainsi qu'une sélection danoise de Copenhague, large vainqueur.
En 1919, un tournoi de football est organisé dans le cadre des Jeux interalliés de Paris, qui célèbrent la victoire de la Première Guerre mondiale. La Grèce y envoie une sélection composée de militaires, qui affronte la Serbie, la Roumanie, pour deux victoires, et la France et l'Italie, pour deux défaites. Aux Jeux olympiques de 1920 à Anvers, alors qu'il est engagé dans la guerre gréco-turque, le royaume de Grèce envoie une nouvelle sélection, composée cette fois de joueurs du Paniónios et du Panathinaïkos essentiellement, sous la direction de George Kalafatis. Elle s'incline lourdement au premier tour, le 28 août, contre la Suède (9-0).

### 1926-1954: Les premiers pas de la sélection officielle
Les activités des clubs se développent et ils décident donc en 1926 de créer une fédération dédiée, afin de pouvoir organiser un championnat national : la Fédération hellénique de football. Celle-ci s'affilie à la FIFA dès l'année suivante, en 1927, lance le championnat attendu par les clubs, et met bientôt en place une sélection nationale officielle.

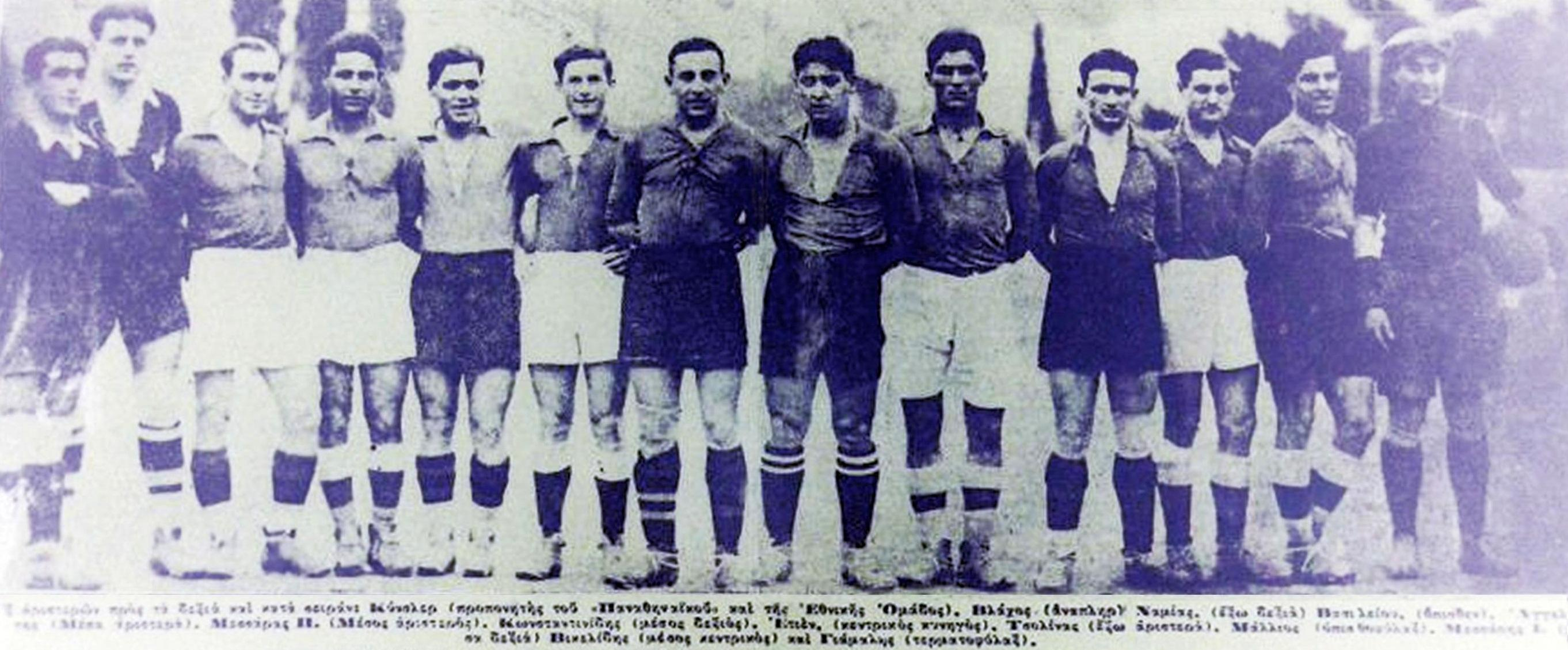
L'équipe grecque en 1929

Le premier match officiel de la sélection est organisé le 7 avril 1929 contre une sélection italienne bis. Il se solde par une défaite logique (4-1). En égalisant, Alberto Nahmias (en) marque le premier but officiel de la sélection nationale grecque. Dans la foulée, les Grecs participent à la première édition de la Coupe des Balkans, qui s'étale de 1929 à 1931. Vainqueurs à Athènes de la Yougoslavie en janvier 1930 (leur première victoire) puis de la Bulgarie en décembre, ils terminent au 3e rang du tournoi derrière les Yougoslaves et les Roumains. Ils n'accompagnent par contre pas leurs deux voisins en Uruguay pour la première Coupe du monde, où les Yougoslaves font particulièrement bonne figure. En 1932 et 1933, les Grecs terminent à la dernière place des deux éditions suivantes du tournoi des Balkans.
En 1934, ils s'inscrivent aux qualifications pour la prochaine Coupe du monde. Le tirage au sort leur fait affronter l'Italie, le pays hôte de la compétition. Les Grecs sont battus 4-0 au match aller. Le match retour n'est pas disputé après un accord entre les deux fédérations, les Italiens s'engageant à apporter une aide financière à la fédération grecque,. En décembre, Athènes accueille une nouvelle édition de la Coupe des Balkans. Les Grecs terminent seconds derrière la Yougoslavie, qu'ils ont pourtant battu en match inaugural. La sélection dispute encore les éditions de 1935 et 1936, sans nouveau succès. Ce sont les dernières participations de la Grèce à ce tournoi amical.
Engagés pour les tours préliminaires à la Coupe du monde 1938, les Grecs passent le premier tour en battant la Palestine mandataire en matchs aller-retour. Au 2d tour, le 25 mars 1938 à Budapest, ils enregistrent la plus large défaite de leur histoire contre la Hongrie (1-11), supérieure dans tous les domaines.
Comme partout en Europe, les compétitions sont interrompues en Grèce par la Seconde Guerre mondiale et ne reprennent qu'après 1945. La Grèce est de plus la proie d'une guerre civile de 1946 à 1949. La sélection retrouve les terrains en 1948 contre la Turquie, notamment à l'occasion d'une Coupe de la Méditerranée organisée par Athènes mi-1949 et remporte le 25 novembre 1949 la plus large victoire de son histoire, à domicile contre la Syrie (8-0).
Elle ne participe pas aux tours préliminaires à la Coupe du monde de football 1950 - c'est son dernier forfait en date dans la compétition - mais se déplace par contre aux Jeux olympiques de 1952, en Finlande, où elle est éliminée en tour préliminaire par le Danemark (2-1). La Grèce dispute ensuite les différentes éditions de la Coupe de la Méditerranée. Pour la première édition des Jeux méditerranéens en 1951, la Grèce remporte le tournoi de football, devant la Syrie et l’Égypte, pays hôte.

### 1954-1992: L'Euro 1980 pour seule expérience au niveau mondial
La Fédération de Grèce est membre fondateur de l'UEFA en 1954. Malgré un championnat national de relative bonne qualité, les Grecs ne parviennent pas à se qualifier pour une phase finale d'un Championnat d'Europe (longtemps limitée à quatre équipes) ou d'une Coupe du monde. Pour les mondiaux de 1954, 1958 et 1974 ils sont devancés par la Yougoslavie,,, pour ceux de 1962 par l'Allemagne, pour ceux de 1966 par l'Union soviétique, pour ceux de 1978 par la Hongrie.
Au cours des préliminaires à la Coupe du monde de 1970, les Grecs, au sein d'un groupe composé de la Roumanie, du Portugal d'Eusébio, 3e du dernier mondial, et de la Suisse, ont l'occasion d'assurer leur qualification lors du dernier match mais ne parviennent pas à remporter la victoire nécessaire à Bucarest (1-1). Ils avaient pendant l'été réalisé une tournée en Australie pour préparer ce match décisif.
Les débuts en championnat d'Europe ne sont pas fameux : la Grèce s'incline lourdement en huitièmes de finale de la première édition en 1960 contre la France, puis déclare forfait face à l'Albanie lors du tour préliminaire de l'édition suivante, sur décision du gouvernement grec. Les Grecs échouent ensuite à trois reprises en phase de poule du tour préliminaire (devancés par l'Union soviétique pour le tournoi de 1968, par l'Angleterre pour celui de 1972 et par l'Allemagne en 1976.
L'équipe de Grèce, dirigée depuis 1977 par Alkétas Panagoúlias, tient finalement sa première participation à une compétition internationale au moment où le tournoi européen s'élargit à huit participants, à l'occasion de l'Euro 1980 organisé en Italie. Elle réalise ainsi une remarquable performance en remportant son groupe de qualification devant l’URSS, la Finlande et la Hongrie. La sélection d'Alketas Panagoulias affronte au premier tour de la phase finale la Tchécoslovaquie, les Pays-Bas et la RFA. Après deux défaites contre les Pays-Bas (0-1) et la Tchécoslovaquie (1-3), les Grecs tiennent en échec la RFA (0-0), déjà qualifiée et futur vainqueur. La sélection est éliminée et rentre au pays avec un seul point. Le seul buteur grec de la compétition est Níkos Anastópoulos, contre la Tchécoslovaquie.
Cette aventure est sans lendemain et les échecs en qualification s'enchaînent. Les Grecs sont devancés par la Yougoslavie et l'Italie pour la Coupe du monde 1982, par le Danemark pour l'Euro 1984, par la Pologne et la Belgique pour la Coupe du monde 1986, par les Pays-Bas, futurs vainqueurs, pour l'Euro 1988, par la Roumanie pour la Coupe du monde 1990, par les Pays-Bas pour l'Euro 1992.

### 1994-2002: Une première expérience mondiale difficile à digérer
Panagoúlias fait son retour en 1992, et la Grèce parvient à se qualifier pour la Coupe du monde de 1994 aux États-Unis, en terminant en tête et invaincue d'un groupe composé de la Russie, de l’Islande, de la Hongrie et du Luxembourg. Alors que les Grecs arrivent avec quelques ambitions, la compétition s'achève sur un échec cuisant, au sein d'un groupe relevé : les Grecs se voient infliger trois défaites contre l'Argentine (4-0), marquée par un but fameux de Diego Maradona, la Bulgarie (4-0) et le Nigeria (2-0). Ils sont éliminés dès le premier tour avec trois défaites, sans avoir marqué un but et en en ayant encaissé dix. C'est le pire bilan jamais enregistré par une sélection européenne lors d'une Coupe du monde.
La sélection grecque est devancée par la Russie et l'Écosse dans la course à l'Euro 1996, par la Croatie, d'un point, pour la Coupe du monde 1998, par la Norvège et la Slovénie pour l'Euro 2000, après une campagne particulièrement décevante qui coûte sa place au sélectionneur Kostas Polychroniou (en). Les qualifications pour la Coupe du monde 2002 s’avérant tout aussi décevantes, Vassilis Daniil (en) est à son tour écarté.

### 2002-2010: L’ère Rehhagel et la surprise grecque de l'Euro 2004
Après cette série d'échecs, la fédération fait appel en 2001 à l'Allemand Otto Rehhagel, un entraîneur prestigieux dont c'est la première expérience comme sélectionneur. Mal embarqués dans les éliminatoires de l'Euro après deux défaites face à l'Espagne et l'Ukraine, les Grecs surprennent en remportant leurs six matchs suivants, qui leur offrent la 1re place et la qualification pour la phase finale. Ce n'est qu'un début, l’équipe de Grèce remportant le tournoi à la surprise de tous les observateurs.

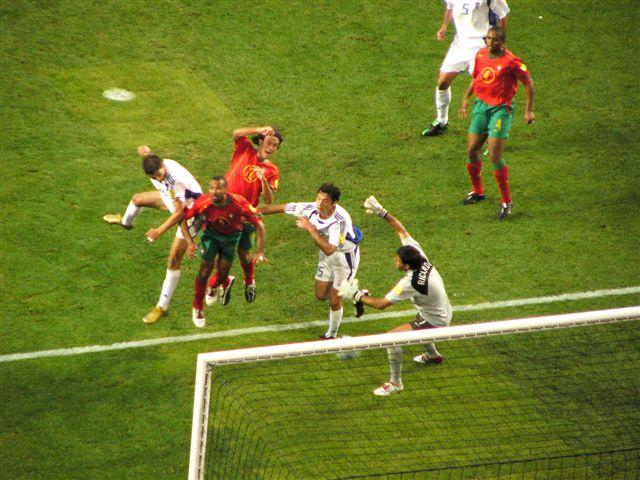
But de Charisteas, en blanc, en finale de l'Euro 2004.

Cette surprise commence dès le premier match, contre le pays organisateur, le Portugal, par une victoire sur le score de 2 buts à 1, grâce à Karagoúnis et Basinás. Après un match nul contre l’Espagne (1-1, but de Charistéas) et une défaite contre la Russie (1-2, but de Vryzas), les Grecs se qualifient de justesse pour les quarts de finale, où ils affrontent le tenant du titre, la France. Contre le cours du jeu, la Grèce élimine les Bleus grâce à un but de Charistéas, à l'heure de jeu. En demi-finale, la République tchèque est à son tour écartée, grâce à un but de Dellas en prolongation. La Grèce accède pour la première fois de son histoire à la finale d’une compétition internationale. À Lisbonne, devant 62 865 personnes, le pays organisateur, favori logique, retrouve le seul pays qui l’a battu dans cette compétition, la Grèce. La partie est équilibrée entre les deux équipes jusqu'à l'ouverture du score par Charistéas à la 57e minute, sur un corner d'Ángelos Basinás. Comme aux tours précédents, les Grecs parviennent ensuite à garder leur but inviolé et remportent le trophée. C’est un véritable exploit pour une équipe que personne n'attendait. Les Grecs doivent en grande partie leur succès à la grande solidité défensive que leur a inculqué Otto Rehhagel. Le meilleur joueur de la compétition est Theódoros Zagorákis. Le meilleur buteur grec de la compétition est Ángelos Charistéas (3 buts). Sur le bus des joueurs pendant la compétition est écrit « La Grèce antique avait 12 dieux, la Grèce moderne en a 11 ».
Rehhagel poursuit logiquement son mandat. La Grèce, devancée par la Turquie dans la course aux barrages, ne réussit pas à se qualifier pour la Coupe du monde en Allemagne. Au terme d'une très bonne campagne de qualification, où elle termine meilleure équipe européenne avec 31 points, la Grèce se qualifie par contre pour l’Euro 2008, où elle arrive en tenante du titre. La sélection mise sur les mêmes atouts défensifs, mais elle manque de réussite en attaque. Défaite par la Suède (0-2), par la Russie (0-1), puis par l'Espagne (1-2, but de Charistéas), elle quitte le tournoi par la petite porte.

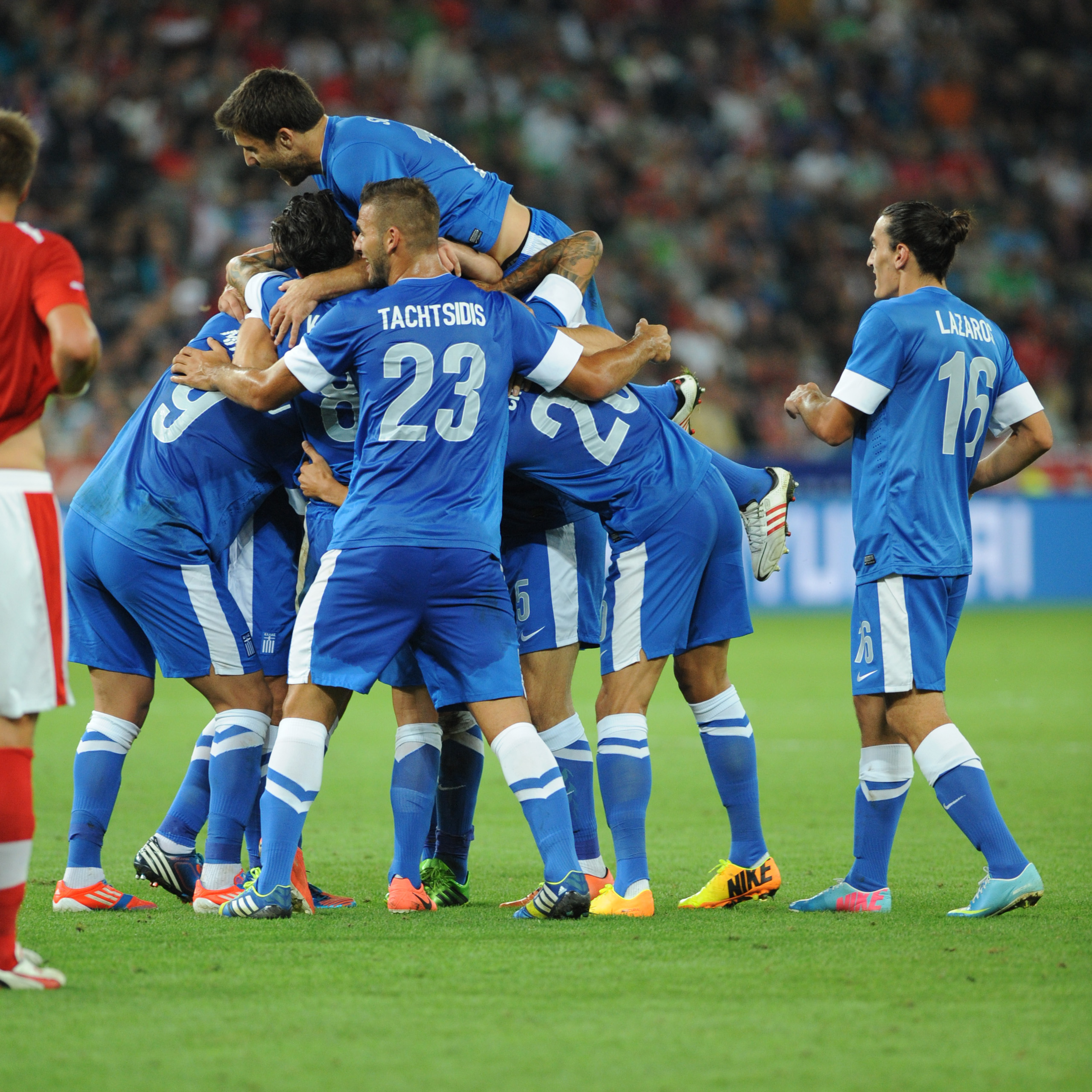
Joie de l'équipe de Grèce en 2013.

Lors des qualifications à la Coupe du monde 2010, la Grèce est devancée par la Suisse mais se voit offrir une nouvelle chance en barrages contre l'Ukraine. Après un match nul et vierge à domicile, les Grecs s'imposent en Ukraine grâce à un but de Salpingídis et obtiennent leur place pour l'Afrique du Sud. La sélection grecque y perd son premier match (2-0) contre la Corée du Sud mais gagne le suivant face au Nigeria (2-1), le 17 juin 2010. C'est leur premier succès en Coupe du monde. Battus par l'Argentine (2-0), les Grecs sont cependant éliminés encore une fois au premier tour. Rehhagel passe alors la main, et se voit remplacé par le Portugais Fernando Santos.

### 2010-2014: L'ère Santos et la progression constante
Fernando Santos parvient à poursuivre l'œuvre de son prédécesseur. La sélection grecque se qualifie pour l'Euro 2012 en devançant la Croatie lors du match décisif. Le tirage au sort lui a donné un groupe abordable, dans lequel la lutte s'annonce ouverte pour la deuxième place derrière la Russie, grande favorite du groupe qu'elle rencontre pour la troisième fois consécutive à l'Euro, entre la Grèce, la Pologne, pays hôte, et la République tchèque.
La Grèce commence pourtant mal sa compétition, concédant un nul contre la Pologne au match d'ouverture (1-1), puis perdant contre une République tchèque qui n'aura pas eu besoin de forcer (1-2). Pour son troisième match, la Grèce doit battre la Russie pour continuer d'espérer ce qui semble quasi impossible. Les Russes, demi-finalistes de l'Euro 2008, emmenés par leur génération dorée symbolisée par Andreï Archavine, ont étrillé l'Italie (3-0) et la République tchèque (4-1) en pratiquant un impressionnant jeu offensif. Ils sont invaincus depuis 16 matchs, ont battu la Grèce en 2004 et en 2008, et sont l'un des outsiders les plus attendus de cet Euro.

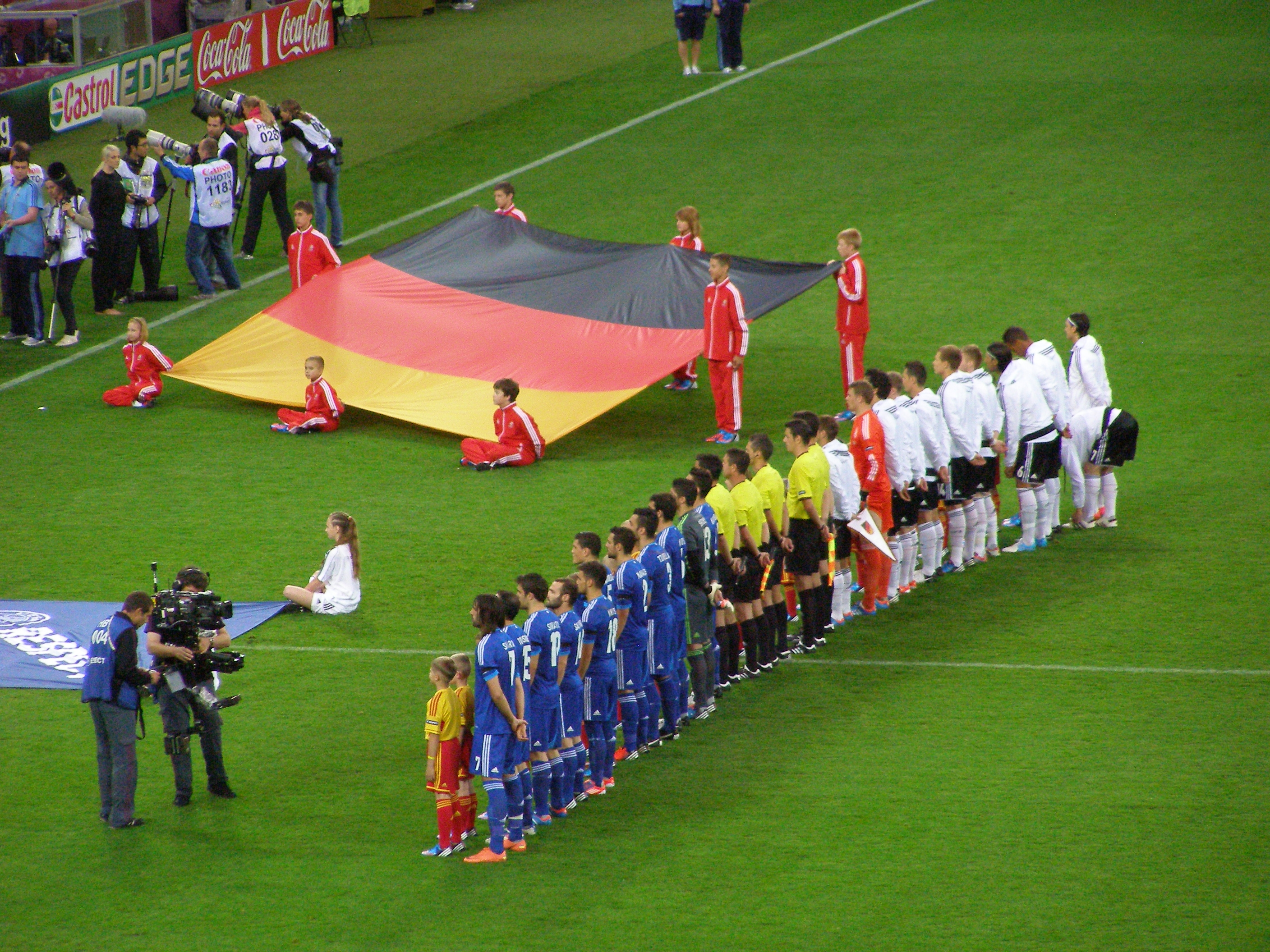
La Grèce affronte l'Allemagne à l'Euro 2012.

Et pourtant, la Grèce réalise l'exploit de battre sa bête noire, un résultat qui rappelle l'Euro 2004. Face à des Russes qui gâchent une quantité phénoménale d'occasions en butant sur une défense grecque héroïque, les Grecs obtiennent une victoire défensive de prestige, marquant le but de la victoire sur un contre bien mené par Yórgos Karagoúnis, héros de 2004, dans le temps additionnel de la première période (1-0). Elle y devance ainsi la Russie à la surprise générale grâce à la différence de but particulière malgré une différence de but générale défavorable ce qui la qualifie pour les quarts de finale. Elle y est battue par l'Allemagne après une prestation honorable (4-2). La Grèce s'impose comme l'une des surprises de cet Euro.
Attendue dans une poule abordable pour le Mondial 2014 après un Euro de belle facture, la Grèce se fait devancer par la Bosnie-Herzégovine, en raison d'une différence de but générale très défavorable, les Bosniens pratiquant un jeu très offensif à l'inverse des Grecs qui s'étaient contentés excessivement de courtes victoires 1-0 même contre un adversaire faible comme le Liechtenstein. En conséquence, la Grèce doit affronter la Roumanie en barrage, écueil qu'elle passe avec facilité, s'imposant à domicile avec la manière (3-1) avant d'ouvrir le score en Roumanie malgré l'égalisation (1-1) avec un Konstantínos Mítroglou des grands soirs. Les Grecs peuvent donc disputer leur troisième Coupe du monde.
Après un tirage au sort relativement favorable, la Grèce tombe dans le groupe le plus ouvert de la Coupe du monde avec la Colombie en tête de série, mais aussi la Côte d'Ivoire, meilleure équipe africaine au classement FIFA avec sa génération dorée, et le Japon. Venus pour fêter dignement les dix ans du sacre européen, les Grecs sont lourdement battus d'entrée par les Colombiens de la génération dorée de James Rodríguez (3-0) sur un score qui ne reflète pas la prestation de la Grèce dont les joueurs ont touché deux fois la barre transversale et ont proposé un jeu étonnamment offensif. Une confirmation est attendue contre le Japon, mais les choses se compliquent dès le début du match avec le carton rouge de Kóstas Katsouránis ainsi que la sortie de Konstantínos Mítroglou sur blessure. Se repliant en défense, les Grecs obtiennent un bon nul (0-0) malgré l'absence de but. Pour le troisième match décisif contre la Côte d'Ivoire, la Grèce est exactement dans la même situation que deux ans plus tôt face à la Russie : face à un adversaire de poids emmené par une génération dorée pratiquant un attrayant jeu offensif, les Hellènes qui ne partent pas favoris doivent s'imposer pour se qualifier. La Côte d'Ivoire a réalisé jusqu'ici deux excellents matchs contre le Japon et la Colombie.
Et de nouveau, la Grèce déjoue tous les pronostics. Pratiquant cette fois un jeu offensif et malgré deux inquiétants remplacements sur blessure dès le début de match, elle frappe trois fois la barre transversale et ouvre le score. La Côte d'Ivoire égalise et conserve le nul (qui la qualifierait) jusqu'au temps additionnel. Le coup de théâtre survient à la dernière minute des arrêts de jeu. L'arbitre sanctionne une faute du remplaçant Giovanni Sio sur Samaras en pleine surface de réparation. Le penalty est transformé, ce qui propulse la Grèce en huitièmes de finale grâce à cette victoire (2-1). Ce scénario rappelle le succès historique obtenu deux ans plus tôt contre la Russie et même celui du sacre européen dix ans plus tôt. C'est une grande première dans l'histoire grecque. Malheureusement pour la Grèce, son parcours s'arrête là. En huitième de finale, le Bateau Pirate est coulé par son propre jeu. La Grèce affronte le Costa Rica, qualifié surprise d'un groupe très relevé, tombeur de l'Uruguay, de l'Italie et de l'Angleterre. Attendu comme très offensif, le Costa Rica 
subit la pression grecque mais, réaliste, il réussit à obtenir un nul dans le temps règlementaire. La Grèce joue le jeu, mais gâche beaucoup d'occasions et est obligée de jouer les pénalties, une séance qui lui est fatale (1-1, tab 5-3). La Grèce, offensive, est éliminée par un jeu défensif, fait assez inhabituel dans l'histoire récente. Néanmoins, la victoire contre la Côte d'Ivoire qui aura envoyé la Grèce en huitième restera dans les annales.
À l'issue du Mondial, Yórgos Karagoúnis prend sa retraite internationale. Alors que les Hellènes pouvaient recevoir leur prime, ceux-ci en refusent la réception, ne désirant pas d'argent mais plutôt un centre d'entraînement.

### Après le Brésil 2014

#### Qualifications pour l'Euro 2016: Les Hellènes en chute libre
En juillet 2014, la fédération annonce que le technicien italien Claudio Ranieri est nommé à la tête de la sélection grecque. En effet, après avoir bénéficié de dix ans d'excellents résultats en provenance de la sélection, elle commence à se préoccuper du jeu développé par les Hellènes. Ces derniers sont souvent l'objet de critiques pour un manque d'engagement sur le terrain, un jeu quasi exclusivement défensif et un spectacle assez pauvre. Dans l'objectif de remédier à ces critiques, la fédération demande à Claudio Ranieri de transformer la Grèce en une sélection pratiquant un séduisant jeu offensif.
Dès son arrivée, malgré la bonne Coupe du monde réalisée par la Grèce, Ranieri va directement procéder à un changement massif de la sélection. Certains choix surprennent les observateurs, notamment la titularisation lors de la revanche roumaine du jeune grec Mandalos, petit joueur de deuxième division grecque. De plus, Georgios Karagounis et Kóstas Katsouránis ayant pris leur retraite internationale, les Grecs se retrouvent en manque de joueurs créatifs ainsi que de vitesse d'exécution. Le déclin de Yeóryos Samarás et de Dimítris Salpingídis, joueurs clés du succès à la Coupe du monde se fait ressentir et les mondialistes Vasílis Torosídis, Ioánnis Maniátis et Konstantínos Mítroglou entrent dans une période de méforme.
La tentative de transformation va s'avérer totalement infructueuse et Claudio Ranieri ne va faire qu'un passage éclair à son poste. En effet, le 15 novembre 2014, il est licencié après seulement quatre matchs officiels comptant pour les éliminatoires de l'Euro 2016. Il paie le départ catastrophique de son équipe dans la compétition, avec trois défaites à domicile encaissées face à des adversaires pourtant toujours plus faibles : une contre la Roumanie (0-1), son principal rival qu'elle avait éliminé en barrages du Mondial 2014, une contre l'Irlande du Nord (0-2) et une surtout contre les Îles Féroé (0-1), considérées comme la plus faible équipe du groupe. Elle termine l'année avec seulement un point pris en quatre rencontres lors d'un match nul obtenu en Finlande (1-1), ce qui confère à la sélection hellène la sixième et dernière place du groupe F.
Pour disputer la 5e journée des éliminatoires de l'Euro 2016 dans le groupe F, la Grèce s'est rendue en Hongrie avec un nouvel entraîneur, l'Uruguayen Sergio Markarián. Elle n'a pu faire mieux que match nul (0-0). Pire encore, les Grecs ont par la suite touché le fond en perdant le match retour contre les Îles Féroé (1-2), éliminant quasiment la Grèce, condamnée à remporter trois matchs de plus que la Hongrie, troisième au classement. La Grèce termine finalement sixième et dernière de son groupe de qualification avec un bilan de six défaites, trois nuls et une seule victoire obtenue à domicile lors de la dernière journée face aux Hongrois (4-3).

#### Qualifications pour la Coupe du monde 2018: La résurgence
Cependant la Grèce effectuera des éliminatoires pour la Coupe du Monde 2018 de bien meilleure qualité que ceux de l'Euro 2016, où elle se retrouve dans un groupe H composé de la Belgique, de la Bosnie, de Chypre, de l'Estonie et de Gibraltar. Contrairement aux éliminatoires de l'Euro 2016, elle ne se laisse plus surprendre par des adversaires modestes, à l'exception d'un match nul et vierge concédé face à l'Estonie à domicile (0-0) et elle réussit même à neutraliser la Bosnie, son principal rival pour la 2e place du groupe, à deux reprises (1-1 à domicile, 0-0 à l'extérieur) ainsi que la Belgique, grand favori du groupe, lors du match aller à l'extérieur où les Grecs étaient passés tout près de la victoire, concédant l'égalisation en toute fin de match et en infériorité numérique (1-1). Les Grecs terminent finalement 2e de leur groupe, avec un bilan de 5 victoires, 4 matchs nuls et une seule défaite (face aux Diables Rouges à domicile 1-2), derrière la Belgique mais devant la Bosnie et font partie des huit meilleurs 2e qualifiés pour les barrages. Les Hellènes ne sont cependant pas tête de série et héritent d'un tirage au sort compliqué puisqu'ils doivent affronter la Croatie. Malheureusement, la Grèce est lourdement battue à l'aller en Croatie (1-4) et doit l'emporter sur le score de 3-0 lors du match retour pour valider son billet pour la Coupe du Monde 2018, ce qui constituerait sa 3e participation consécutive à une phase finale d'un Mondial, après les éditions 2010 et 2014. Le 12 novembre 2017, la Grèce n'encaisse pas de buts mais ne réussit à en marquer aucun, laissant les coéquipiers de Luka Modric se qualifier pour le Mondial russe et poursuivre leur route jusqu'en finale de la compétition. En dépit de cette non-qualification, la sélection hellène a montré quelques performances prometteuses, notamment face aux Belges contre qui ils ont donné du fil à retordre et frôlé l'exploit.

#### Ligue des Nations 2018-19 et éliminatoires de l'Euro 2020: Inconsistance, chute et fin prometteuse
Au lendemain de sa non-qualification pour la Coupe du Monde 2018, la Grèce dispute la Ligue des nations, au sein du groupe 2 de la Ligue C, mais elle termine 3e derrière la Finlande et la Hongrie, avec un bilan de 3 victoires et 3 défaites (dont une à domicile 0-1 contre l'Estonie, dernière du groupe), réduisant ses chances de disputer un hypothétique barrage en cas de non-qualification directe pour l'Euro 2020. Par la suite, le Bateau Pirate effectue une campagne qualificative désastreuse. Placée dans le groupe J, la Grèce est notamment humiliée à domicile par l'Italie (défaite 0-3 en encaissant les trois buts dès la première mi-temps), l'Arménie (défaite 2-3) et le Liechtenstein (match nul 1-1), se trouvant à l'avant-dernière place du groupe avec 5 points au bout de 7 journées disputées. Malgré une prestation de bien meilleure qualité à domicile face à la Bosnie ponctuée par une victoire (2-1) le 15 octobre 2019, la sélection compte à deux journées de la fin 7 points de retard sur la Finlande, 2e du groupe et qu'elle retrouve à nouveau après avoir croisé le fer en Ligue des Nations, et ne peut compter que sur un éventuel barrage en fonction des classements des autres groupes pour se qualifier à l'Euro 2020. Les Hellènes achèvent leur campagne qualificative par deux nouvelles victoires, à l'extérieur contre l'Arménie (1-0) puis à domicile face à la Finlande (2-1) qui était déjà assuré de la qualification ; et terminent 3e du groupe derrière leur ultime adversaire. Cependant, ce bilan est insuffisant pour espérer disputer les barrages, puisque la Grèce est devancée par des équipes telles que la Hongrie, la Roumanie, Israël ou encore la Bulgarie en raison de sa position finale lors de la première édition de la Ligue des nations et manque son 2e Euro consécutif.

#### Ligue des Nations 2020-21 et qualifications pour la Coupe du Monde 2022
Dans le groupe 3 de la Ligue C lors de l'édition 2020-2021 de Ligue des nations la Grèce rate de peu la montée en Ligue B en finissant juste derrière la Slovénie avec deux points de moins (3 victoires et 3 nuls). Le Bateau Pirate a été incapable de battre son concurrent direct (0-0 à chaque fois) mais aussi le Kosovo à domicile lors du match retour à la suite d'un penalty raté (0-0).
La Grèce a été placée dans le Groupe B pour les éliminatoires de la Coupe du Monde de la FIFA 2022. La campagne a commencé par un match nul 1:1 à l'extérieur contre l'Espagne, favorite du groupe, mais a été suivie de deux matchs nuls 1:1 contre la Géorgie à domicile et le Kosovo à l'extérieur. Une victoire 2-1 à domicile contre la Suède a entretenu les espoirs de qualification, suivie d'une victoire 2-0 à l'extérieur contre la Géorgie. Lors du match crucial à Stockholm, la Grèce a réalisé une bonne performance en première mi-temps mais s'est finalement inclinée 2-0 face à la Suède. Une autre défaite, 1-0 à domicile face à l'Espagne, vainqueur du groupe, a entériné l'élimination de la Grèce de la phase finale, la Grèce ne se qualifiant pas pour la Coupe du monde pour la deuxième fois consécutive.

#### Ligue des nations de l'UEFA 2022-23 et qualifications pour l'Euro 2024
Sous la houlette de son entraîneur Gustavo Poyet, la Grèce a eu un parcours réussi dans le Groupe C2 de la compétition 2022-23. Les Galanolefki ont obtenu la promotion en Ligue B en terminant en tête du groupe devant le Kosovo, l'Irlande du Nord et Chypre,.
Leur succès en Ligue des nations leur garantissait une place en barrage s'ils ne se qualifiaient pas directement. Les Galanolefki ont ensuite été placés dans le groupe B pour les éliminatoires de l'Euro 2024 avec les Pays-Bas, la France, la république d'Irlande et Gibraltar,. Après avoir terminé troisièmes de leur groupe, ils se sont qualifiés pour les éliminatoires grâce à leur succès en Ligue des nations,. En demi-finale de barrage de la voie C, la Grèce l'emporte aisément à domicile face au Kazakhstan (5-0) avec 2 buts inscrits dès le premier quart d'heure de jeu et 4 buts d'avance à la mi-temps. Elle est toutefois éliminée en finale de barrages sur le terrain de la Géorgie aux tirs au but (2-4) après un score nul et vierge durant l'ensemble du temps réglementaire et des prolongations.

## Résultats

### Jeux olympiques
| Année        | Résultat                 | Class.           | J                | G                | N                | P                | bp               | bc               |
| ------------ | ------------------------ | ---------------- | ---------------- | ---------------- | ---------------- | ---------------- | ---------------- | ---------------- |
| 1908 et 1912 | Non participante         | Non participante | Non participante | Non participante | Non participante | Non participante | Non participante | Non participante |
| 1920         | 1er tour (1/8 de finale) | 9e               | 1                | 0                | 0                | 1                | 0                | 9                |
| 1924 à 1948  | Non participante         | Non participante | Non participante | Non participante | Non participante | Non participante | Non participante | Non participante |
| 1952         | Tour préliminaire        | 17e              | 1                | 0                | 0                | 1                | 1                | 2                |
| 1956         | Non participante         | Non participante | Non participante | Non participante | Non participante | Non participante | Non participante | Non participante |
| 1960         | Non qualifiée            | Non qualifiée    | Non qualifiée    | Non qualifiée    | Non qualifiée    | Non qualifiée    | Non qualifiée    | Non qualifiée    |

### Coupe du monde
| Année | Position      |      | Année         | Position |                     | Année | Position |
| 1930  | Non inscrite  | 1974 | Non qualifiée | 2010     | 1er tour            |       |          |
| 1934  | Non qualifiée | 1978 | Non qualifiée | 2014     | Huitièmes de finale |       |          |
| 1938  | Non qualifiée | 1982 | Non qualifiée | 2018     | Non qualifiée       |       |          |
| 1950  | Non inscrite  | 1986 | Non qualifiée | 2022     | Non qualifiée       |       |          |
| 1954  | Non qualifiée | 1990 | Non qualifiée | 2026     | À venir             |       |          |
| 1958  | Non qualifiée | 1994 | 1er tour      | 2030     | À venir             |       |          |
| 1962  | Non qualifiée | 1998 | Non qualifiée | 2034     | À venir             |       |          |
| 1966  | Non qualifiée | 2002 | Non qualifiée |          |                     |       |          |
| 1970  | Non qualifiée | 2006 | Non qualifiée |          |                     |       |          |

| Année | Résultat                          | Class.        | J             | G             | N             | P             | bp            | bc            |
| ----- | --------------------------------- | ------------- | ------------- | ------------- | ------------- | ------------- | ------------- | ------------- |
| 1930  | Non inscrit                       | Non inscrit   | Non inscrit   | Non inscrit   | Non inscrit   | Non inscrit   | Non inscrit   | Non inscrit   |
| 1934  | Non qualifiée                     | Non qualifiée | Non qualifiée | Non qualifiée | Non qualifiée | Non qualifiée | Non qualifiée | Non qualifiée |
| 1938  | Non qualifiée                     | Non qualifiée | Non qualifiée | Non qualifiée | Non qualifiée | Non qualifiée | Non qualifiée | Non qualifiée |
| 1950  | Non inscrit                       | Non inscrit   | Non inscrit   | Non inscrit   | Non inscrit   | Non inscrit   | Non inscrit   | Non inscrit   |
| 1954  | Non qualifiée                     | Non qualifiée | Non qualifiée | Non qualifiée | Non qualifiée | Non qualifiée | Non qualifiée | Non qualifiée |
| 1958  | Non qualifiée                     | Non qualifiée | Non qualifiée | Non qualifiée | Non qualifiée | Non qualifiée | Non qualifiée | Non qualifiée |
| 1962  | Non qualifiée                     | Non qualifiée | Non qualifiée | Non qualifiée | Non qualifiée | Non qualifiée | Non qualifiée | Non qualifiée |
| 1966  | Non qualifiée                     | Non qualifiée | Non qualifiée | Non qualifiée | Non qualifiée | Non qualifiée | Non qualifiée | Non qualifiée |
| 1970  | Non qualifiée                     | Non qualifiée | Non qualifiée | Non qualifiée | Non qualifiée | Non qualifiée | Non qualifiée | Non qualifiée |
| 1974  | Non qualifiée                     | Non qualifiée | Non qualifiée | Non qualifiée | Non qualifiée | Non qualifiée | Non qualifiée | Non qualifiée |
| 1978  | Non qualifiée                     | Non qualifiée | Non qualifiée | Non qualifiée | Non qualifiée | Non qualifiée | Non qualifiée | Non qualifiée |
| 1982  | Non qualifiée                     | Non qualifiée | Non qualifiée | Non qualifiée | Non qualifiée | Non qualifiée | Non qualifiée | Non qualifiée |
| 1986  | Non qualifiée                     | Non qualifiée | Non qualifiée | Non qualifiée | Non qualifiée | Non qualifiée | Non qualifiée | Non qualifiée |
| 1990  | Non qualifiée                     | Non qualifiée | Non qualifiée | Non qualifiée | Non qualifiée | Non qualifiée | Non qualifiée | Non qualifiée |
| 1994  | Gr. 1er tour (douzième de finale) | 24e           | 3             | 0             | 0             | 3             | 0             | 10            |
| 1998  | Non qualifiée                     | Non qualifiée | Non qualifiée | Non qualifiée | Non qualifiée | Non qualifiée | Non qualifiée | Non qualifiée |
| 2002  | Non qualifiée                     | Non qualifiée | Non qualifiée | Non qualifiée | Non qualifiée | Non qualifiée | Non qualifiée | Non qualifiée |
| 2006  | Non qualifiée                     | Non qualifiée | Non qualifiée | Non qualifiée | Non qualifiée | Non qualifiée | Non qualifiée | Non qualifiée |
| 2010  | Gr. 1er tour (seizième de finale) | 25e           | 3             | 1             | 0             | 2             | 2             | 5             |
| 2014  | Huitième de finale                | 13e           | 4             | 1             | 2             | 1             | 3             | 5             |
| 2018  | Non qualifiée                     | Non qualifiée | Non qualifiée | Non qualifiée | Non qualifiée | Non qualifiée | Non qualifiée | Non qualifiée |
| 2022  | Non qualifiée                     | Non qualifiée | Non qualifiée | Non qualifiée | Non qualifiée | Non qualifiée | Non qualifiée | Non qualifiée |
| 2026  | À venir                           | À venir       | À venir       | À venir       | À venir       | À venir       | À venir       | À venir       |
| 2030  | À venir                           | À venir       | À venir       | À venir       | À venir       | À venir       | À venir       | À venir       |
| 2034  | À venir                           | À venir       | À venir       | À venir       | À venir       | À venir       | À venir       | À venir       |

| Année       | Résultat      | Class.        | J             | G             | N             | P             | bp            | bc            |
| ----------- | ------------- | ------------- | ------------- | ------------- | ------------- | ------------- | ------------- | ------------- |
| 1992 à 2003 | Non qualifiée | Non qualifiée | Non qualifiée | Non qualifiée | Non qualifiée | Non qualifiée | Non qualifiée | Non qualifiée |
| 2005        | 1er tour      | 7e            | 3             | 0             | 1             | 2             | 0             | 4             |
| 2009 à 2017 | Non qualifiée | Non qualifiée | Non qualifiée | Non qualifiée | Non qualifiée | Non qualifiée | Non qualifiée | Non qualifiée |

### Compétitions continentales
| Année | Position      |      | Année           | Position |               | Année | Position |
| 1960  | Non qualifiée | 1988 | Non qualifiée   | 2016     | Non qualifiée |       |          |
| 1964  | Non qualifiée | 1992 | Non qualifiée   | 2020     | Non qualifiée |       |          |
| 1968  | Non qualifiée | 1996 | Non qualifiée   | 2024     | Non qualifiée |       |          |
| 1972  | Non qualifiée | 2000 | Non qualifiée   | 2028     | À venir       |       |          |
| 1976  | Non qualifiée | 2004 | Vainqueur       | 2032     | À venir       |       |          |
| 1980  | 1er tour      | 2008 | 1er tour        |          |               |       |          |
| 1984  | Non qualifiée | 2012 | Quart de finale |          |               |       |          |

| Année | Résultat                       | J                           | G                           | N                           | P                           | bp                          | bc                          |
| ----- | ------------------------------ | --------------------------- | --------------------------- | --------------------------- | --------------------------- | --------------------------- | --------------------------- |
| 1960  | Huitième de finale             | Huitième de finale          | Huitième de finale          | Huitième de finale          | Huitième de finale          | Huitième de finale          | Huitième de finale          |
| 1964  | Tour préliminaire (forfait)    | Tour préliminaire (forfait) | Tour préliminaire (forfait) | Tour préliminaire (forfait) | Tour préliminaire (forfait) | Tour préliminaire (forfait) | Tour préliminaire (forfait) |
| 1968  | Tour préliminaire              | Tour préliminaire           | Tour préliminaire           | Tour préliminaire           | Tour préliminaire           | Tour préliminaire           | Tour préliminaire           |
| 1972  | Tour préliminaire              | Tour préliminaire           | Tour préliminaire           | Tour préliminaire           | Tour préliminaire           | Tour préliminaire           | Tour préliminaire           |
| 1976  | Tour préliminaire              | Tour préliminaire           | Tour préliminaire           | Tour préliminaire           | Tour préliminaire           | Tour préliminaire           | Tour préliminaire           |
| 1980  | Gr. 1er tour (quart de finale) | 3                           | 0                           | 1                           | 2                           | 1                           | 4                           |
| 1984  | Non qualifiée                  | Non qualifiée               | Non qualifiée               | Non qualifiée               | Non qualifiée               | Non qualifiée               | Non qualifiée               |
| 1988  | Non qualifiée                  | Non qualifiée               | Non qualifiée               | Non qualifiée               | Non qualifiée               | Non qualifiée               | Non qualifiée               |
| 1992  | Non qualifiée                  | Non qualifiée               | Non qualifiée               | Non qualifiée               | Non qualifiée               | Non qualifiée               | Non qualifiée               |
| 1996  | Non qualifiée                  | Non qualifiée               | Non qualifiée               | Non qualifiée               | Non qualifiée               | Non qualifiée               | Non qualifiée               |
| 2000  | Non qualifiée                  | Non qualifiée               | Non qualifiée               | Non qualifiée               | Non qualifiée               | Non qualifiée               | Non qualifiée               |
| 2004  | Vainqueur                      | 6                           | 4                           | 1                           | 1                           | 7                           | 4                           |
| 2008  | Gr. 1er tour (1/8 de finale)   | 3                           | 0                           | 0                           | 3                           | 1                           | 5                           |
| 2012  | Quart de finale                | 4                           | 1                           | 1                           | 2                           | 5                           | 7                           |
| 2016  | Non qualifiée                  | Non qualifiée               | Non qualifiée               | Non qualifiée               | Non qualifiée               | Non qualifiée               | Non qualifiée               |
| 2021  | Non qualifiée                  | Non qualifiée               | Non qualifiée               | Non qualifiée               | Non qualifiée               | Non qualifiée               | Non qualifiée               |
| 2024  | Non qualifiée                  | Non qualifiée               | Non qualifiée               | Non qualifiée               | Non qualifiée               | Non qualifiée               | Non qualifiée               |
| 2028  | À venir                        | À venir                     | À venir                     | À venir                     | À venir                     | À venir                     | À venir                     |
| 2032  | À venir                        | À venir                     | À venir                     | À venir                     | À venir                     | À venir                     | À venir                     |

| Édition   | Ligue | Phase de Groupe | Phase de Groupe | Phase de Groupe | Phase de Groupe | Phase de Groupe | Phase de Groupe | Phase de Groupe | Phase finale | Phase finale | Phase finale | Phase finale | Phase finale | Phase finale | Phase finale | Phase finale |
| Édition   | Ligue | Class.          | M               | V               | N               | D               | bp              | bc              | Pays hôte    | Résultat     | M            | V            | N            | D            | bp           | bc           |
| --------- | ----- | --------------- | --------------- | --------------- | --------------- | --------------- | --------------- | --------------- | ------------ | ------------ | ------------ | ------------ | ------------ | ------------ | ------------ | ------------ |
| 2018-2019 | C     | 3/4             | 6               | 3               | 0               | 3               | 4               | 5               | 2019         | Inéligible   | Inéligible   | Inéligible   | Inéligible   | Inéligible   | Inéligible   | Inéligible   |
| 2020-2021 | C     | 2/4             | 6               | 3               | 3               | 0               | 6               | 1               | 2021         | Inéligible   | Inéligible   | Inéligible   | Inéligible   | Inéligible   | Inéligible   | Inéligible   |
| 2022-2023 | C     | 1/4             | 6               | 5               | 0               | 1               | 10              | 2               | 2023         | Inéligible   | Inéligible   | Inéligible   | Inéligible   | Inéligible   | Inéligible   | Inéligible   |
| 2024-2025 | B     | 2/4             | 6               | 5               | 0               | 1               | 11              | 4               | 2025         | Inéligible   | Inéligible   | Inéligible   | Inéligible   | Inéligible   | Inéligible   | Inéligible   |
| Total     | Total | Total           | 24              | 16              | 3               | 5               | 31              | 12              | Total        | Total        | 0            | 0            | 0            | 0            | 0            | 0            |

### Classement FIFA
Depuis l'introduction du classement mondial de la FIFA en 1993, la Grèce a navigué entre la 66e place, son pire classement, atteint en septembre 1998, et la 8e place, atteinte en avril 2008 et octobre 2011, à la suite de la victoire à l'Euro 2004 et des bons résultats en éliminatoires de tournois internationaux. Elle pointe à ces deux occasions au 6e rang européen.
| Année               | 1993 | 1994 | 1995 | 1996 | 1997 | 1998 | 1999 | 2000 | 2001 | 2002 | 2003 | 2004 | 2005 | 2006 | 2007 | 2008 | 2009 | 2010 | 2011 | 2012 | 2013 | 2014 | 2015 | 2016 | 2017 | 2018 | 2019 | 2020 | 2021 | 2022 | 2023 |
| ------------------- | ---- | ---- | ---- | ---- | ---- | ---- | ---- | ---- | ---- | ---- | ---- | ---- | ---- | ---- | ---- | ---- | ---- | ---- | ---- | ---- | ---- | ---- | ---- | ---- | ---- | ---- | ---- | ---- | ---- | ---- | ---- |
| Classement mondial  | 34   | 28   | 34   | 35   | 42   | 53   | 34   | 42   | 57   | 48   | 30   | 18   | 16   | 16   | 11   | 20   | 13   | 11   | 14   | 11   | 12   | 24   | 41   | 42   | 47   | 43   | 54   | 53   | 55   | 51   | 47   |
| Classement européen |      | -    | -    | -    | -    | -    | -    | 24   | 29   | 26   | 18   | 12   | 12   | 12   | 9    | 14   | 9    | 7    | 10   | 9    | 8    | 15   | 27   | 24   | 28   | 27   | 30   | 29   | 28   | 25   | 26   |

## Couleurs

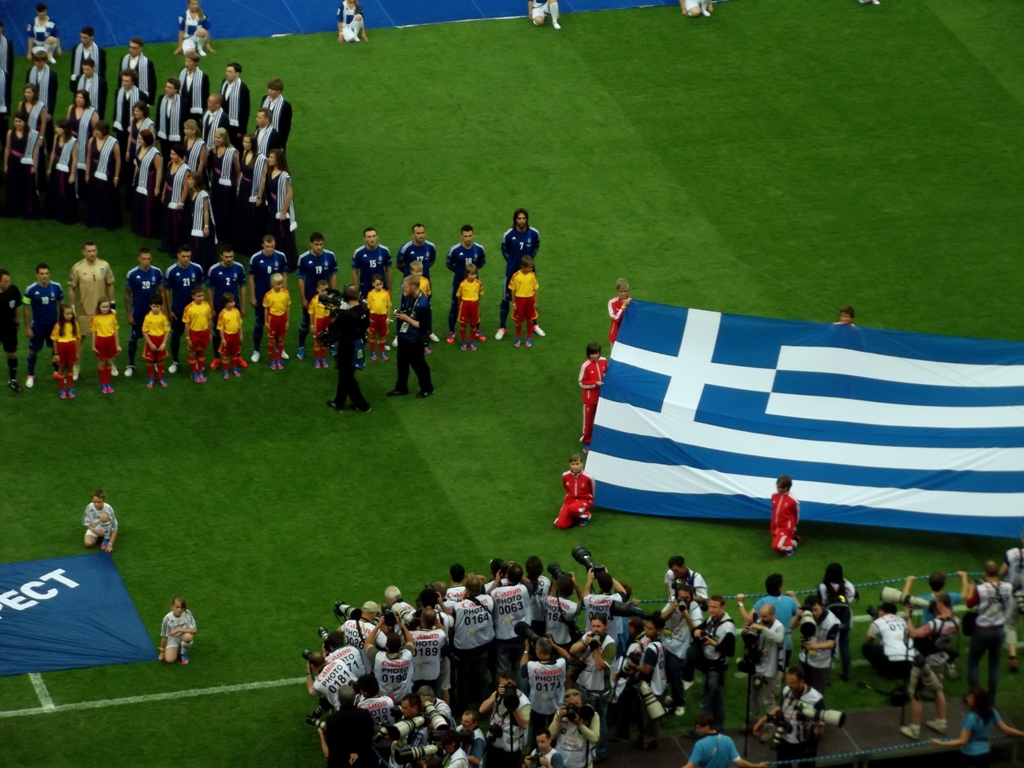
Les joueurs et le drapeau grecs.

La sélection grecque porte les couleurs du drapeau de la Grèce : le bleu et le blanc. Elle leur doit son surnom de Galanolefki en français : « Bleu ciel et Blanc ».
Les premiers maillots de la sélection, en 1929, sont bleus, avec un short blanc et des bas bleus. Au cours de l'histoire de la fédération, l'équipement change, le maillot et le short passant parfois au bleu ou au blanc. Depuis le triomphe de l'Euro 2004, dont les Grecs ont joué la finale en blanc, l'équipement principal de la sélection est entièrement blanc.
| 1929 | Euro 1980 | Coupe du monde 1994 | Euro 2004 | Euro 2012 | Coupe du monde 2014 |

## Infrastructures
Le premier stade, et le plus utilisé jusqu'à maintenant, est le stade Apóstolos-Nikolaïdis, situé dans le centre-ville d'Athènes. Inauguré en 1922, il est la propriété du Panathinaïkos, l'un des principaux clubs du pays. La sélection y reçoit tous ses adversaires jusqu'aux années 1950.
En 1966, la sélection quitte pour la première fois Athènes pour le stade Kaftanzoglio de Thessalonique, construit quelques années plus tôt et qui reste jusqu'en 1982 la plus grande enceinte du pays. Le domicile principal de la sélection est alors le stade Karaïskaki du Pirée, siège de l'Olympiakos, mais l'équipe nationale n'hésite pas à jouer régulièrement dans les différents stades du pays. En 1995, elle se déplace pour la première fois en Crète, au stade Vardinogiannis de l'OFI.
Le 1er décembre 1982, le stade olympique d'Athènes, construit à l'occasion des championnats d'Europe d'athlétisme 1982, accueille pour la première fois les Galanolefki. Doté de plus de 70 000 places, il devient dès lors le stade de prestige de la sélection et reçoit nombre d’évènements internationaux, notamment les Jeux olympiques d'été de 2004 et les finales de la Coupe d'Europe des clubs champions en 1983, 1994 et 2007.
Depuis sa dernière rénovation en 2004, le stade Karaïskaki a retrouvé sa position préférentielle.

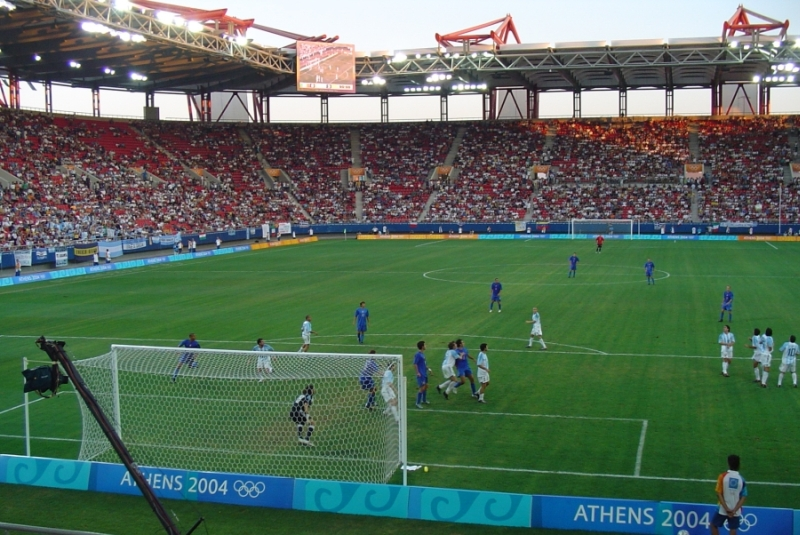
Le stade Karaïskaki aux JO de 2004.
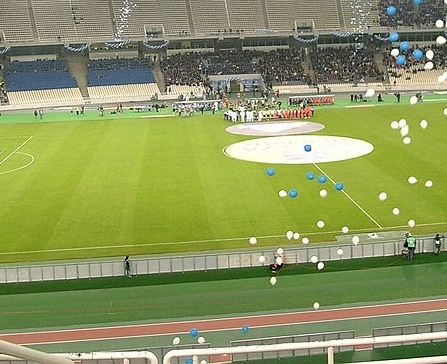
La sélection au stade olympique d'Athènes en 2007.

## Personnalités importantes

### Sélectionneurs

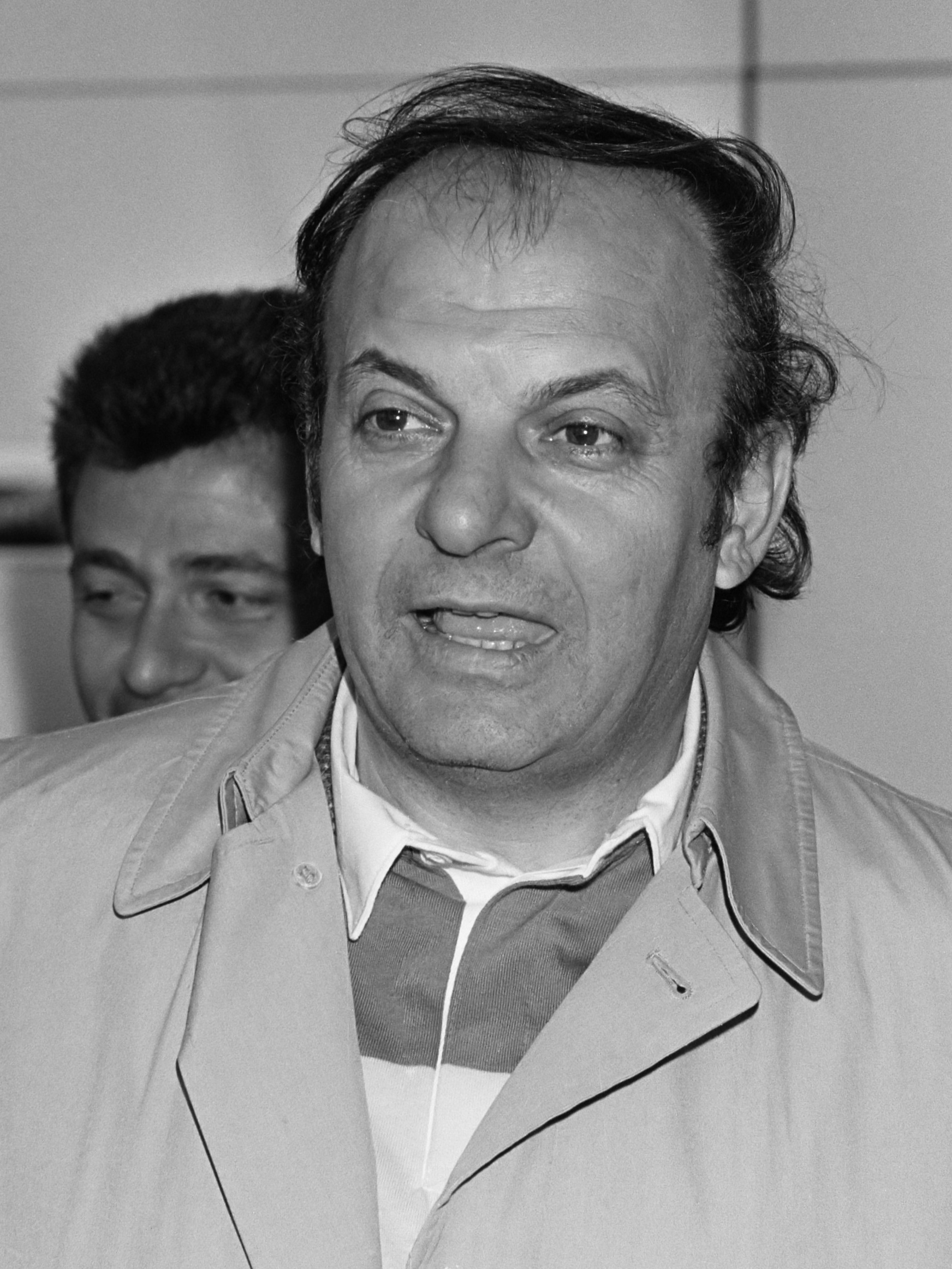
Alkétas Panagoúlias, le sélectionneur des premières phases finales.
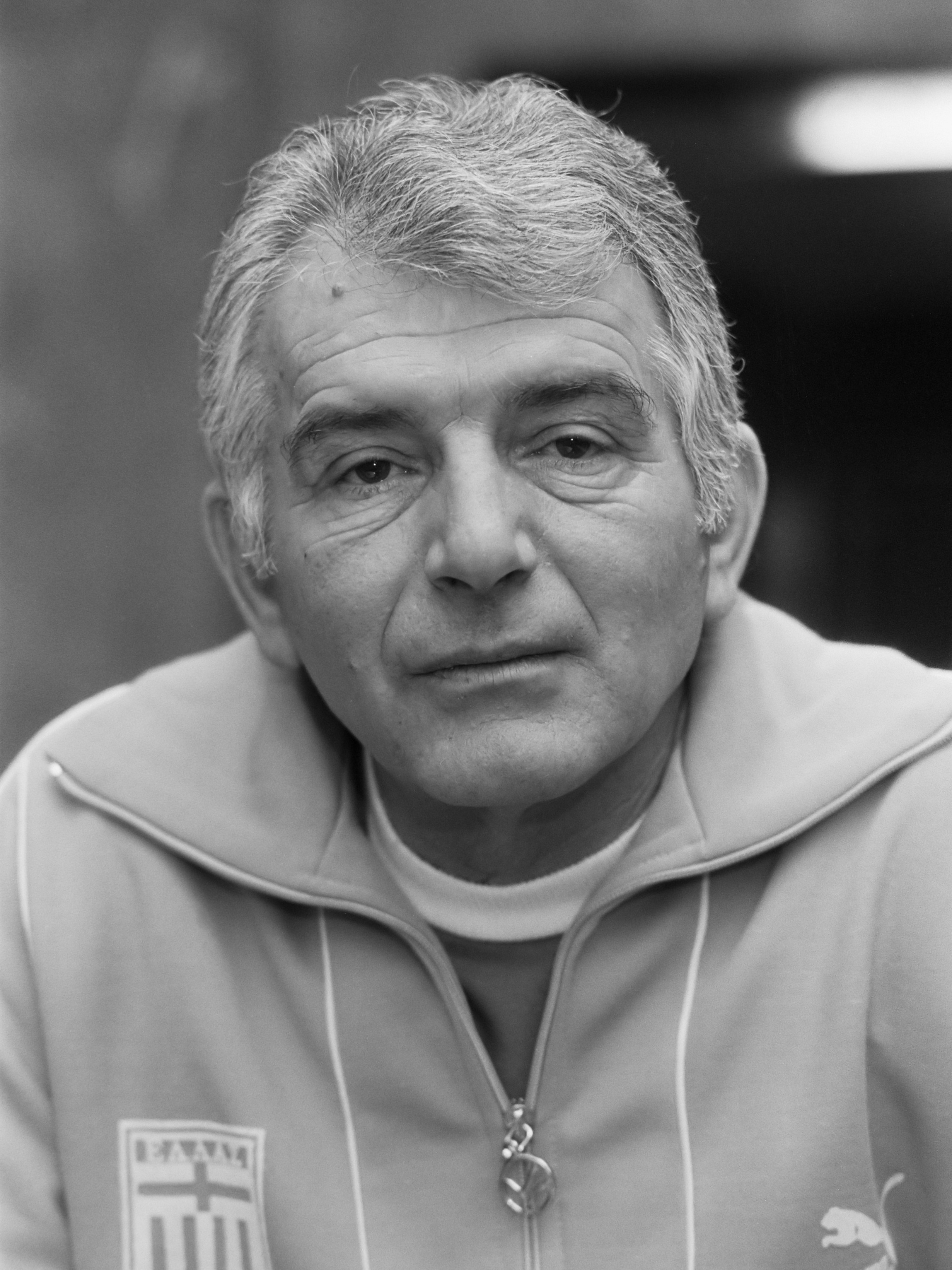
Miltos Papapostolou (en), sélectionneur de 1984 à 1988.
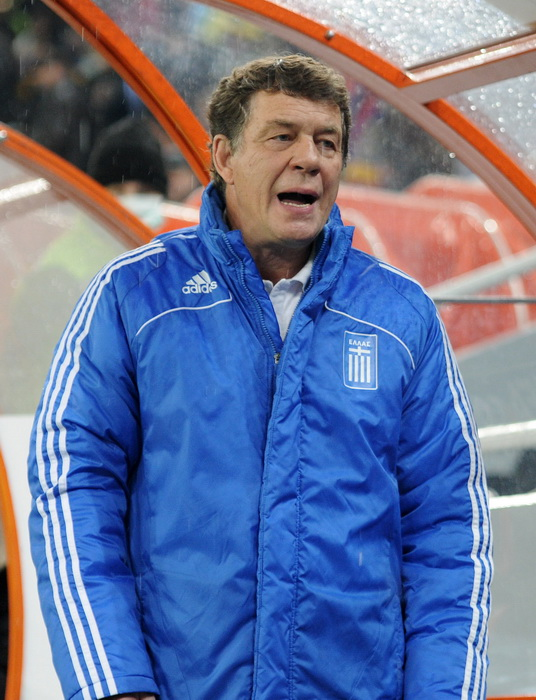
Le « roi » Otto Rehhagel, vainqueur de l'Euro 2004.

Le sélectionneur ayant à la fois connu le plus grand succès et dirigé le plus de matchs est l'Allemand Otto Rehhagel, en fonction de septembre 2001 jusqu'à la Coupe du monde 2010. Au moment de son arrivée en Grèce, il est un entraîneur prestigieux du championnat d'Allemagne, qui compte notamment à son palmarès trois titres de champion (en 1988, 1993 et 1998) et deux coupes d'Europe (la Coupe des coupes en 1992 et la Coupe UEFA en 1996). Arrivé au lendemain de l'échec des qualifications à la Coupe du monde 2002, il est accueilli avec scepticisme, d'autant qu'il ne parle pas le grec. Il va pourtant obtenir des résultats exceptionnels : il qualifie pour l'Euro 2004 et conduit la sélection à la victoire finale, alors que les Grecs n'avaient jusque-là jamais remporté le moindre match en compétition internationale. Il mène encore les Bleu et blanc lors des phases finales de l'Euro 2008 et de la Coupe du monde 2010, avec moins de réussite. Son contrat n'étant pas renouvelé, il démissionne. Son bilan est de 106 matchs, dont 53 victoires.
Avant l'ère Rehhagel, le sélectionneur le plus mémorable de l'histoire du football grec est Alkétas Panagoúlias, qui qualifie la sélection pour ses deux premières phases finales de tournois internationaux. Formé aux États-Unis, il retourne à Athènes en 1972 pour devenir l'adjoint du nouveau sélectionneur nord-irlandais Billy Bingham, qu'il remplace l'année suivante. Il reste huit ans en poste et mène la Grèce à sa première phase finale lors de l'Euro 1980. Il poursuit sa carrière à l'Olympiakos, avec lequel il remporte deux fois le championnat de Grèce en 1982, 1983 et 1987, et aux États-Unis, auprès de la sélection nationale. Il est rappelé par la Fédération hellénique en 1992 et conduit brillamment la sélection à sa première phase finale de Coupe du monde en 1994. Mais le tournoi est un échec et il arrête là son mandat. Son bilan est de 74 matchs, dont 23 victoires.
L'équipe de Grèce a eu comme sélectionneurs les entraîneurs suivants :
- 1920 :  George Kalafatis (1)
- 1929 :  Apostolos Nikolaidis (en)
- 1929-1930 :  Jan Kopsiva
- 1930 :  Josef Svejik (1)
- 1930 :  Jan Kopsiva
- 1930-1931 :  Commission technique
- 1932 :  Loukas Panourgias (en)
- 1933-1934 :  Kostas Negrepontis (en)
- 1934-1935 :  Apostolos Nikolaidis
- 1935 :  Kostas Konstantaras
- 1936 :  Josef Kischler
- 1936 :  Kostas Konstantaras
- 1938 : Kostas Negrepontis (en)
- 1938 :  Alan Bucket (1)
- 1948-1950 : Kostas Negrepontis (en)
- 1951 :  Antonis Migiakis (en)
- 1951 :  Ioannis Chelmis
- 1951 :  Nikos Katrantzos (1)
- 1952 :  Negrepontis & Migiakis
- 1952-1953 : Antonis Migiakis (en)
- 1953 : Kostas Negrepontis (en)
- 1954 :  Ioannis Chelmis
- 1954-1955 : Antonis Migiakis (en)
- 1955 :  Ioannis Chelmis
- 1956 :  Kostas Andritsos (1)
- 1957-1958 :  Rino Martini
- 1958 : Antonis Migiakis (en)
- 1959-1960 :  Paul Baron
- 1960-1961 : Tryfon Tzanetis (en)
- 1961 : Antonis Migiakis (en)
- 1962-1964 : Tryfon Tzanetis (en)
- 1964-1965 :  Lákis Petrópoulos & Ioannis Magiras
- 1966-1967 :  Panos Markovic (en)
- 1967 :  Lákis Petrópoulos
- 1968 :  Kostas Karapatis (1)
- 1968-1969 :  Dan Georgiádis
- 1969-1971 : Lákis Petrópoulos
- 1971-1973 :  Billy Bingham
- 1973-1976 : Alkétas Panagoúlias
- 1976-1977 : Lákis Petrópoulos
- 1977-1981 : Alkétas Panagoúlias
- 1982-1984 : Chrístos Archontídis
- 1984-1988 : Miltos Papapostolou (en)
- 1988-1989 : Alekos Sofianidis (en)
- 1989-1991 : Antonis Georgiadis (en)
- 1992 : Stefanos Petritsis (1)
- 1992 : Antonis Georgiadis (en)
- 1992-1994 : Alkétas Panagoúlias
- 1994-1997 : Kostas Polychroniou (en)
- 1998-1999 :  Anghel Iordanescu
- 1999-2001 : Vassilis Daniil (en)
- 2001 : Nikos Christidis (en) (1)
- 2001-2010 :  Otto Rehhagel
- 2010-2014 :  Fernando Santos
- 2014 :  Claudio Ranieri
- 2015 :  Sergio Markarián
- 2015 :  Kostas Tsanas (intérim)
- 2015-2018 :  Michael Skibbe[30]
- 2018-juil. 2019 :  Ángelos Anastasiádis
- août 2019-déc. 2022 :  John van 't Schip
- fév. 2022-31 mars 2024 :  Gustavo Poyet
- mars 2024-juin 2024 :  Nikos Papadopoulos (intérim)
- 1 août 2024- :  Ivan Jovanović

### Records
| Rang | Sélections | Joueur               | Carrière  | Buts |
| ---- | ---------- | -------------------- | --------- | ---- |
| 1    | 139        | Yórgos Karagoúnis    | 1999-2014 | 10   |
| 2    | 120        | Theódoros Zagorákis  | 1994-2007 | 3    |
| 3    | 116        | Kóstas Katsouránis   | 2003-2015 | 10   |
| 4    | 101        | Vasílis Torosídis    | 2007-2019 | 10   |
| 5    | 100        | Ángelos Basinás      | 1999-2009 | 7    |
| 6    | 96         | Strátos Apostolákis  | 1986-1998 | 5    |
| 7    | 90         | Antónios Nikopolídis | 1999-2008 | 0    |
| 7    | 90         | Sokrátis             | 2008-2019 | 3    |
| 9    | 88         | Ángelos Charistéas   | 2001-2011 | 25   |
| 10   | 82         | Dimítris Salpingídis | 2005-2014 | 13   |

| Rang | Buts | Joueur                  | Carrière  | Sélections | Ratio |
| ---- | ---- | ----------------------- | --------- | ---------- | ----- |
| 1    | 29   | Níkos Anastópoulos      | 1977-1988 | 74         | 0,39  |
| 2    | 25   | Ángelos Charistéas      | 2001-2011 | 88         | 0,28  |
| 3    | 24   | Theofánis Gekas         | 2005-2014 | 78         | 0,31  |
| 4    | 22   | Dimítrios Saravákos     | 1982-1994 | 78         | 0,28  |
| 5    | 21   | Dimítris Papaïoánnou    | 1963-1978 | 61         | 0,34  |
| 6    | 18   | Níkos Machlás           | 1993-2002 | 61         | 0,29  |
| 7    | 17   | Démis Nikolaïdis        | 1995-2004 | 54         | 0,31  |
| 7    | 17   | Kóstas Mítroglou        | 2009-2019 | 65         | 0,26  |
| 9    | 16   | Panagiótis Tsalouchídis | 1987-1995 | 76         | 0,21  |
| 10   | 14   | Yórgos Sidéris          | 1958-1970 | 28         | 0,5   |

### Joueurs emblématiques

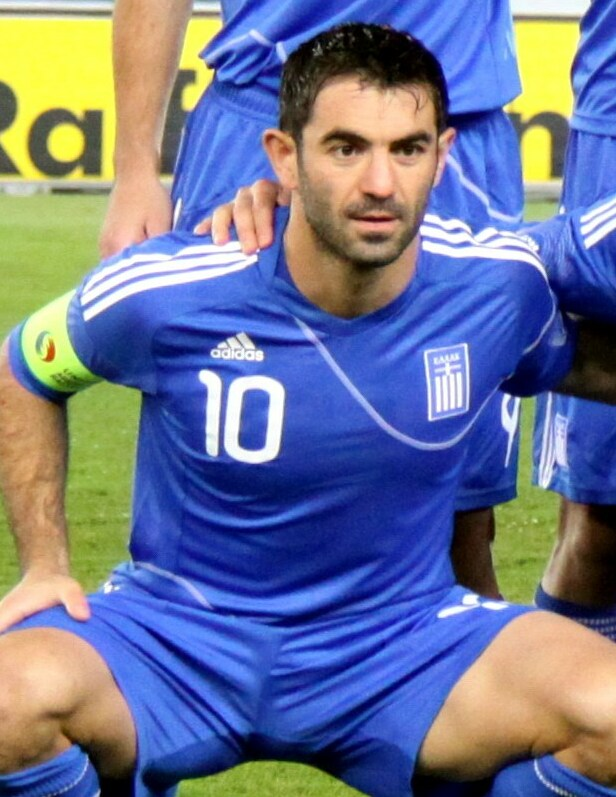
Yórgos Karagoúnis, joueur le plus capé de la sélection.
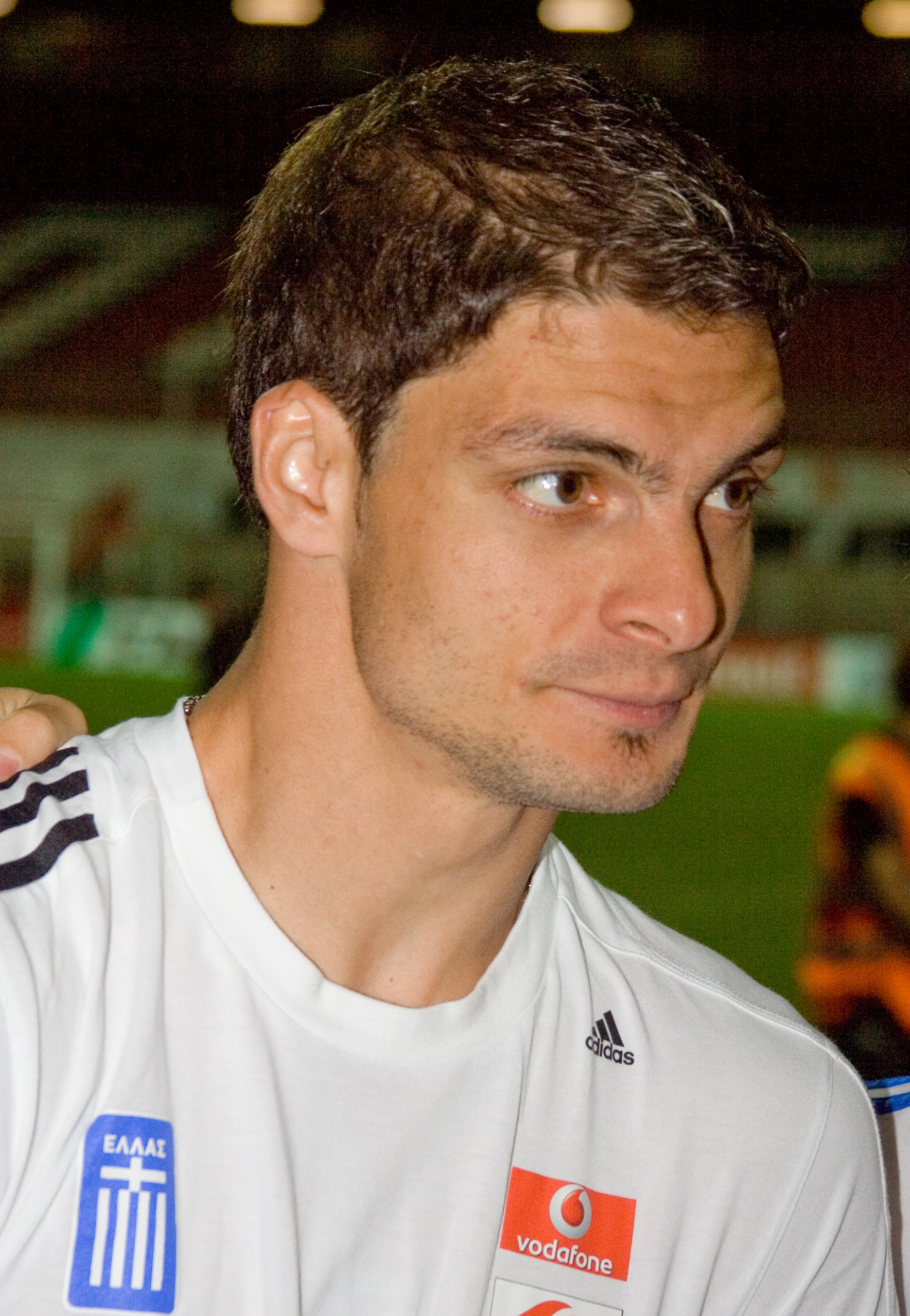
Angelos Charisteas, son 2e meilleur buteur.

Aucun joueur grec n'apparaît à la liste FIFA 100 publiée en 2004 ni dans les principaux classements des meilleurs joueurs du XXe siècle, ce qui correspond aux modestes résultats de la sélection jusqu'aux années 2000.
La FIFA identifie comme stars du passé de la sélection les joueurs suivants : Theódoros Zagorákis, Antónios Nikopolídis, Ángelos Basinás, Níkos Anastópoulos et Nikolaos Machlas.
Theódoros Zagorákis est le capitaine des vainqueurs de l'Euro 2004, dont il est élu meilleur joueur. Sélectionné de 1994 à 2007, le milieu de terrain défensif détient au moment de son départ le record de sélections en équipe nationale grecque (120). Il a depuis été dépassé par Yórgos Karagoúnis, qui a repris le poste et le rôle de Zagorákis. Il est le seul joueur grec à être apparu parmi les cinq premiers d'un classement du Ballon d'or, en 2004.
Antónios Nikopolídis, gardien de but des vainqueurs de l'Euro 2004 et joueur emblématique du championnat grec, compte 90 sélections entre 1999 et 2008. Ángelos Basinás est le précieux doublon de Zagorákis lors de l'Euro 2004. Il compte 100 sélections entre 1999 et 2009. Níkos Anastópoulos, le meilleur buteur de l'histoire de la sélection avec 29 buts en 75 capes entre 1977 et 1988, inscrit notamment le premier but de la sélection en phase finale d'un tournoi international, lors de l'Euro 1980. Enfin Nikolaos Machlas est l'auteur du but qualificatif pour la Coupe du monde 1994 contre la Russie. Formé à l'OFI Crète, il honore 61 sélections et marque 18 buts entre 1993 et 2002.